# Paperino e il ventino fatale
Paperino e il ventino fatale (A Christmas for Shacktown), nota anche come Zio Paperone e il trenino della "felicità", Zio Paperone e il ventino fatale e Paperino, zio Paperone e il ventino fatale, è una storia a fumetti di Carl Barks, pubblicata per la prima volta su Four Color n. 367 del gennaio 1952.

## Trama
Qui, Quo e Qua attraversano Shacktown, la zona più povera di Paperopoli, e si deprimono vedendo le condizioni di miseria e degrado dei bambini del posto. I tre decidono di aiutare quei poveri bambini a trovare un po' di felicità, e hanno l'idea di organizzare una festa di Natale. Chiedono l'aiuto di Paperina, che raccoglie dei soldi tra le socie del suo club femminile; tuttavia, mancano ancora cinquanta dollari. Paperina e i nipotini convincono Paperino a chiedere i soldi a suo zio Paperon de' Paperoni, che gli dice che donerà 25 dollari solo se Paperino riuscirà a procurarsi da sé gli altri 25. Paperino scopre presto che chiedere l'elemosina durante le feste, quando ogni famiglia è alle prese con le proprie spese crescenti, è estremamente difficile. Cerca di convincere lo zio a fare la donazione con l'inganno, ma non ci riesce. Solo quando ingoia l'orgoglio e chiede aiuto al cugino Gastone Paperone riesce finalmente a raccogliere i suoi venticinque dollari. Quando torna al deposito, Paperone, apparentemente sconvolto, gli dice che è troppo tardi. Infuriato, Paperino apre la porta della cassaforte e scopre che all'interno il pavimento sovraccarico è crollato e il denaro è andato perduto nelle caverne sotto Paperopoli. Ora Paperino ha ancora venticinque dollari in meno e deve prendersi cura di uno zio sconvolto e depresso.
Quo, Qui e Qua ricordano di aver esplorato il quartiere di Shacktown e di aver scoperto una caverna che avrebbe potuto portare al denaro perduto. Nella caverna, i paperi trovano una tana di castoro che conduce al denaro, ma non può essere ampliata perché le vibrazioni farebbero crollare il fondo della caverna, rendendo impossibile recuperare il denaro. I ragazzi portano un trenino per recuperare il denaro e Paperone promette che potranno tenere il primo carico di denaro, non importa quanto sia. Riescono a raccogliere una bella pila di banconote e Paperone sviene, e usando le banconote gli abitanti di Shacktown ricevono una grande festa di Natale. Paperone, tuttavia, rimane nella caverna e si lamenta di dover aspettare quasi 273 anni perché il trenino porti fuori tutto il denaro dal fondo.

## Sequel
L'autore Don Rosa ha realizzato un sequel di questa storia, intitolato La prima invenzione di Archimede (2002). Oltre a celebrare il cinquantesimo anniversario della creazione di Archimede Pitagorico, la storia di Rosa spiega come Paperone è riuscito a recuperare tutto il suo denaro grazie all'aiuto di Archimede senza dover aspettare quasi 273 anni.